# Вітрик Сергій Петрович
Сергій Петрович Вітрик (2 вересня 1921, Нуйно — 17 червня 1975, Київ) — український гірничий інженер-геолог, організатор нафтової та газової промисловостей. Лауреат Державної премії УРСР в галузі науки і техніки (1971), заслужений геолог УРСР (1971). Зробив істотний внесок у відкриття й розвідку майже 60 родовищ нафти і газу на території України, зокрема Орів-Уличнянського, Стинавського, Космацького, Росільнянського тощо.
Учасник німецько-радянської війни, лейтенант військової служби. Військові дії починав як партизан у Білорусі, з 1944 року — розвідник 128-ї стрілецької дивізії. Після завершення війни — головний геолог низки геологорозвідувальних установ Західної України, начальник «Головнафтогазрозвідки» Міністерства геології УРСР. Автор близько 30 наукових робіт.

## Життєпис
Народився 2 вересня 1921 року в селі Нуйно, Польська Республіка (тепер Україна) в родині православного священника.
Дитинство провів у місті Ковель, де навчався в середній школі № 4. Також проходив навчання в місті Кобринь, а школу закінчив у місті Острог, де у 1941 році вступив до педагогічного училища, яке незабаром зачинила тимчасова німецька влада.
З початком німецько-радянської війни повернувся до батьків у село Мала Глуша, де став учасником партизанського руху. З 1943 року — боєць білоруського партизанського руху імені Суворова. У 1944 році мобілізований до Червоної армії, відправлений до міста Алма-Ата, де увійшов до складу 89-го запасного піхотного полку як стрілець. З вересня 1944 року — розвідник 251-го окремого винищувального протитанкового дивізіону 128-ї стрілецької дивізії. Демобілізований у червні 1946 року в званні лейтенанта.
Повернувшись до Ковеля, навчався у школі робітничої молоді та працював викладачем автошколи. У 1947 році вступив на геодезичний факультет Львівського політехнічного інституту, який закінчив у 1952 році та здобув кваліфікацію «Гірничий інженер-геолог». Відтоді ж — старший геолог, пізніше — головний геолог Долинської контори буріння Львівського раднаргоспу.
У 1958—1959 роках — головний геолог Болехівської контори буріння (також у Долині). З 1959 року — головний геолог і заступник керівника тресту «Львівнафтогазрозвідка».
З 1966 року жив у Києві, в будинку № 13-в на вулиці Кіквідзе. Обійняв посаду заступника начальника—головного геолога Головного управління пошукових і розвідувальних робіт на нафту і газ «Головнафтогазрозвідка» Міністерства геології УРСР. З 1969 року — начальник «Головнафтогазрозвідки», член колегії Міністерства геології.
Помер від серцевого нападу на 54-му році життя 17 червня 1975 року. Похований, за власним бажанням, у рідному селі Нуйно.

## Організаторська та наукова діяльність
Працюючи в Долині, був відповідальним за футбольну команду «Нафтовик» під час її виступу на обласній першості хімічної та нафтової промисловостей. Під час роботи у «Львівнафтогазрозвідці» брав активну участь в обґрунтуванні необхідності переорієнтації робіт з буріння на глибокі горизонти. У такий спосіб були відкриті та розвідані низка родовищ нафти і газу, зокрема, у 1962 році, Орів-Уличнянське.
Після переводу до Києва за участі Сергія Вітрика відкрито та розвідано близько 60 родовищ нафти і газу, зокрема Стинавське, Космацьке, Росільнянське, Єфремівське, Західно-Хрестищенське, Мелихівське тощо.
У 1971 році, спільно з колегами, нагороджений Державною премією УРСР в галузі науки і техніки «за обґрунтування пошуків та відкриття нафтових і газових родовищ на великих глибинах у Дніпровсько-Донецькій западині та Передкарпатському прогині».
Автор близько 30 наукових робіт. Член редакційної колегії часопису «Нафтова і газова промисловість». Володів українською, російською, польською та німецькою мовами.

## Науковий доробок
- Вітрик С. П., Доленко Г. Н., Рипун М. Б. Про зеленуватосірі аргіліти нижньоменілітової світи на площі Долини. Доповіді Академії наук Української РСР. Київ: вид-во АН УРСР, 1958. № 9. С. 995—998.
- Вітрик С. П., Доленко Г. Н., Рипун М. Б. Про шешорський горизонт на площі Долини. Доповіді Академії наук Української РСР. Київ: вид-во АН УРСР, 1959. № 1. С. 72–75.
- Доленко Г. Н., Витрик С. П. Условия нефтеносности и направление геологоразведочных работ в Долинском нефтепромысловом районе. Геологическое строение и нефтегазоносность западных и южных областей Украины. Тр. науч.-производ. совещания по проблеме нефтегазоносности Украины. Киев, 1959. С. 123—131.
- Брод И. О., Витрик С. П., Гордиевич В. А. и др. Оценка результатов и меры по улучшению поисков и разведки газовых и нефтяных месторождений на территории Украины. Геология нефти и газа. Москва: Госполитехиздат, 1962. № 10. С. 1–12.
- Вялов О. С., Дабагян Н. В., Вітрик С. П., Шакін В. О. Глибока свердловина «Свалява 1» в Пенiнськiй (Утьосовiй) зонi Карпат. Доповіді Академії наук Української РСР. Київ: вид-во АН УРСР, 1963. № 5. С. 631—635.
- Ярош Б. И., Ярош Е. Н., Витрик С. П., Хрипта И. И., Костюк О. И. Особенности геологического строения и нефтегазоносности Кохановско-Свидницкого нефтегазового месторождения. Нефтегазовая геология и геофизика. Москва: изд-во ЦНИИТЭнефтегаз, 1964. № 6. С. 3—8.
- Витрик С. П., Утробин В. Н. Типы структур и формы газовых залежей внешней зоны Предкарпатского прогиба. Советская геология. Москва: изд-во «Недра», 1964. № 8. С. 136—142.
- Витрик С. П., Палий А. М., Маковский С. А. Новые данные промышленной разведки Ходновичского газового месторождения. Нефтяная и газовая промышленность. Киев: изд-во «ИТИ», 1965. № 3. С. 3–5.
- Витрик С. П. Вопросы экономической геологии. Материалы VI съезда Карпато-Балканской геологической ассоциации. (Доклады советских геологов). Киев: «Наукова думка», 1965. С. 75-82.
- Утробин В. Н., Витрик С. П. Основные типы Советского Предкарпатья. Материалы VI съезда Карпато-Балканской геологической ассоциации. (Доклады советских геологов). Киев: «Наукова думка», 1965. С. 454—459.
- Витрик С. П., Утробин В. Н., Трушкевич Р. Т. и др. О нефтегазоносности Закарпатья. Проблемы геологии и рудоносности неогена Закарпатья: І науч. сессия Закарп. отделения Львов. геол. об-ва; Берегово, 1966: тез. докл. Львов: Изд-во Львов. ун-та, 1966. С. 89–95.
- Доленко Г. Н., Ярош Б. И., Витрик С. П. Перспективы развития газовой промышленности западных областей УССР. Газовое дело. Москва: изд-во ВНИИОЭНГ, 1967. № 3. С. 3–8.
- Бобошко А. В., Витрик С. П., Глушко В. В. и др. Развитие геологоразведочных работ на нефть и газ в Украинской ССР за пятьдесят лет и ближайшие задачи. Нефтяная и газовая промышленность. Киев: изд-во «Техніка», 1967. № 5. С. 3–7.
- Витрик С. П., Вуль М. А., Клиточенко И. Ф., Кордияк Ю. Е. К вопросу о тектоническом районировании внутренней зоны Предкарпатского прогиба. Геология нефти и газа. Москва: издво «Недра», 1967. № 12. С. 41–44.
- Витрик С. П., Попов В. С. Вопросы геологии горючих ископаемых. Материалы VІI съезда Карпато-Балканской геологической ассоциации. (Доклады советских геологов). Киев: «Наукова думка», 1967. С. 70-79.
- Витрик С. П., Демьянчук В. Г., Клиточенко И. Ф. Основные итоги геологоразведочных работ на нефть и газ по УССР и перспективы их развития за 1967 г. и задачи на 1968 г. Геология нефти и газа. Москва: изд-во «Недра», 1968. № 6. С. 1–6.
- Утробин В. Н., Витрик С. П. Роль глубинных разломов в формировании Предкарпатского краевого прогиба. Геологический журнал. Киев: «Наукова думка», 1968. № 6. С. 40–46.
- Витрик С. П., Вуль М. А., Орлов А. А., Юшкевич В. И. К вопросу о происхождении слободских конгломератов. Геология и геохимия горючих ископаемых. Киев: «Наукова думка», 1968. Выпуск 14. 112 с.
- Витрик С. П., Демьянчук В. Г., Шпак П. Ф. Перспективы наращивания запасов газа и нефти в Днепровско-Донецкой нефтегазоносной области. Нефтяная и газовая промышленность. Киев: изд-во «Техніка», 1969. № 4. С. 1–4.
- Витрик С. П., Демьянчук В. Г., Шпак П. Ф. Перспективы открытия газовых и нефтяных месторождений в Восточно-Украинской нефтегазоносной области. Газовая промышленность. Москва: изд-во «Недра», 1969. № 5. С. 8–11.
- Витрик С. П., Демьянчук В. Г., Клиточенко И. Ф. Геологическое обоснование направления поисково-разведочных работ на нефть и газ в Украинской ССР на 1969—1970 гг. Геология нефти и газа. Москва: изд-во «Недра»,1969. № 5. С. 7–14.
- Шпак П. Ф., Витрик С. П., Глушко В. В. и др. Итоги региональных геолого-геофизических работ на нефть и газ на территории Украинской ССР и направление этих работ на 1971—1975 гг. Геология нефти и газа. Москва: изд-во «Недра», 1970. № 1. С. 1–7.
- Витрик С. П., Демьянчук В. Г., Клиточенко И. Ф. Основные результаты геологоразведочных работ на нефть и газ по УССР и перспективы их развития на 1970 г. Геология нефти и газа. Москва: изд-во «Недра», 1970. № 1. С. 7–13.
- Витрик С. П., Клиточенко И. Ф. Геологоразведчики Украины навстречу Ленинскому юбилею. Нефтяная и газовая промышленность. Киев: изд-во «Техніка», 1970. № 2. С. 5–8.
- Бланк М. И., Витрик С. П., Волошина З. Г. и др. Новые данные о нефтегазоносности девонских отложений Днепровско-Донецкой впадины. Нефтяная и газовая промышленность. Киев: изд-во «Техніка», 1970. № 5. С. 1–5.
- Шпак П. Ф., Витрик С. П., Глушко В. В. и др. Перспективы открытия крупных месторождений газа и нефти в акватории Азовского моря. Советская геология. Москва: изд-во «Недра», 1971. № 9. С. 15–29.
- Витенко В. А., Витрик С. П., Демьянчук В. Г. и др. Нефтегазоносность. Формирование и размещение залежей нефти и газа Днепровско-Донецкой впадины. Киев: Техника, 1971. С. 31-41.
- Витрик С. П., Палий А. М. Новые данные о нефтегазоносности территории Украинской ССР по результатам геологоразведочных работ за 1971 г. и задачи на 1972 г. Нефтяная и газовая промышленность. Киев: изд-во «Техніка», 1972. № 2. С. 1–4.
- Витрик С. П., Палий А. М., Демьянчук В. Г. Основные задачи геологоразведочных работ на нефть и газ по Министерству геологии УССР в завершающем году девятой пятилетки. Нефтяная и газовая промышленность. Киев: изд-во «Техніка», 1975. № 1. С. 5–8.
- Витрик С. П., Демьянчук В. Г., Палий А. М. Развитие геологоразведочных работ на нефть и газ в Украинской ССР за послевоенный период. Нефтяная и газовая промышленность. Киев: изд-во «Техніка», 1975. № 2. С. 1–3.

## Нагороди
- медаль «За відвагу»
- медаль «За перемогу над Німеччиною у Великій Вітчизняній війні 1941—1945 рр.»
- 1959 — медаль «За трудову відзнаку»
- 1966 — орден Трудового Червоного Прапора
- 1971 — заслужений геолог УРСР
- 1971 — Державна премія УРСР в галузі науки і техніки — «за обґрунтування пошуків та відкриття нафтових і газових родовищ на великих глибинах у Дніпровсько-Донецькій западині та Передкарпатському прогині»